# Ochthebius immaculatus
Ochthebius immaculatus är en skalbaggsart som beskrevs av Breit 1908. Ochthebius immaculatus ingår i släktet Ochthebius och familjen vattenbrynsbaggar. Inga underarter finns listade i Catalogue of Life.